# Giovanni Angelo Montorsoli

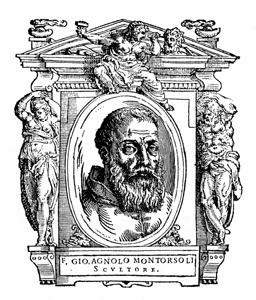
Giovanni Angelo Montorsoli

Giovanni Angelo Montorsoli (ook bekend als Fra Montorsoli, Michele Agnolo en als Angelo di Michele d'Angelo da Poggibonsi) (Florence, 1507? - aldaar, 31 augustus 1563) was een Italiaans beeldhouwer. In 1530 trad hij toe tot de orde van de servieten.
Na eerst een driejarige opleiding gevolgd te hebben bij Piero Ferrucci, werkte Montorsoli als leerling achtereenvolgens in Rome, Perugia en Volterra. Omstreeks 1524 ging Monorsoli voor Michelangelo in Florence werken. Samen met Michelangelo werkte hij aan de Cappelle Medicee (Sagrestia Nuova) in de Sint-Laurensbasiliek. In die tijd beeldhouwde hij de San Cosma. In 1532 sommeerde paus Clemens VII Montorsoli om naar de Belvédèrevleugels in het Apostolisch Paleis te komen om daar antieke beelden als de Laocoön en de Apollo van Belvedère te restaureren.
In 1547 werd Montorsoli door het stadsbestuur van Messina aangesteld als dombouwmeester. Hier werkte hij de tien jaar. Zijn eerste opdracht was om op het domplein een fontein te bouwen (Orionfontein). Hij bouwde er in 1552 de San Lorenzo kerk (in 1783 ingestort), werkte aan het interieur van de kathedraal van Messina en ontwierp de Neptunusfontein (1557).

## Galerij

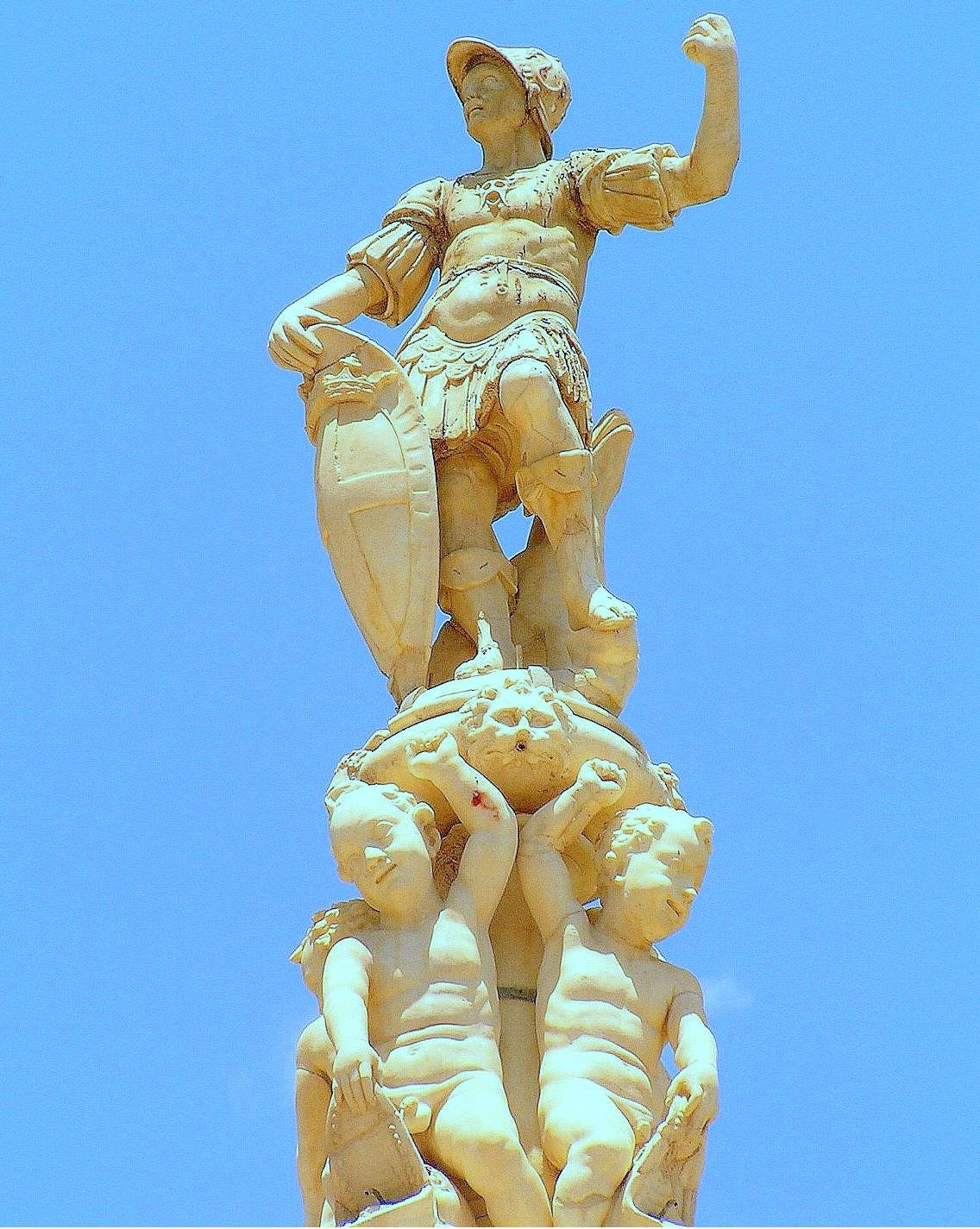
Orionfontein
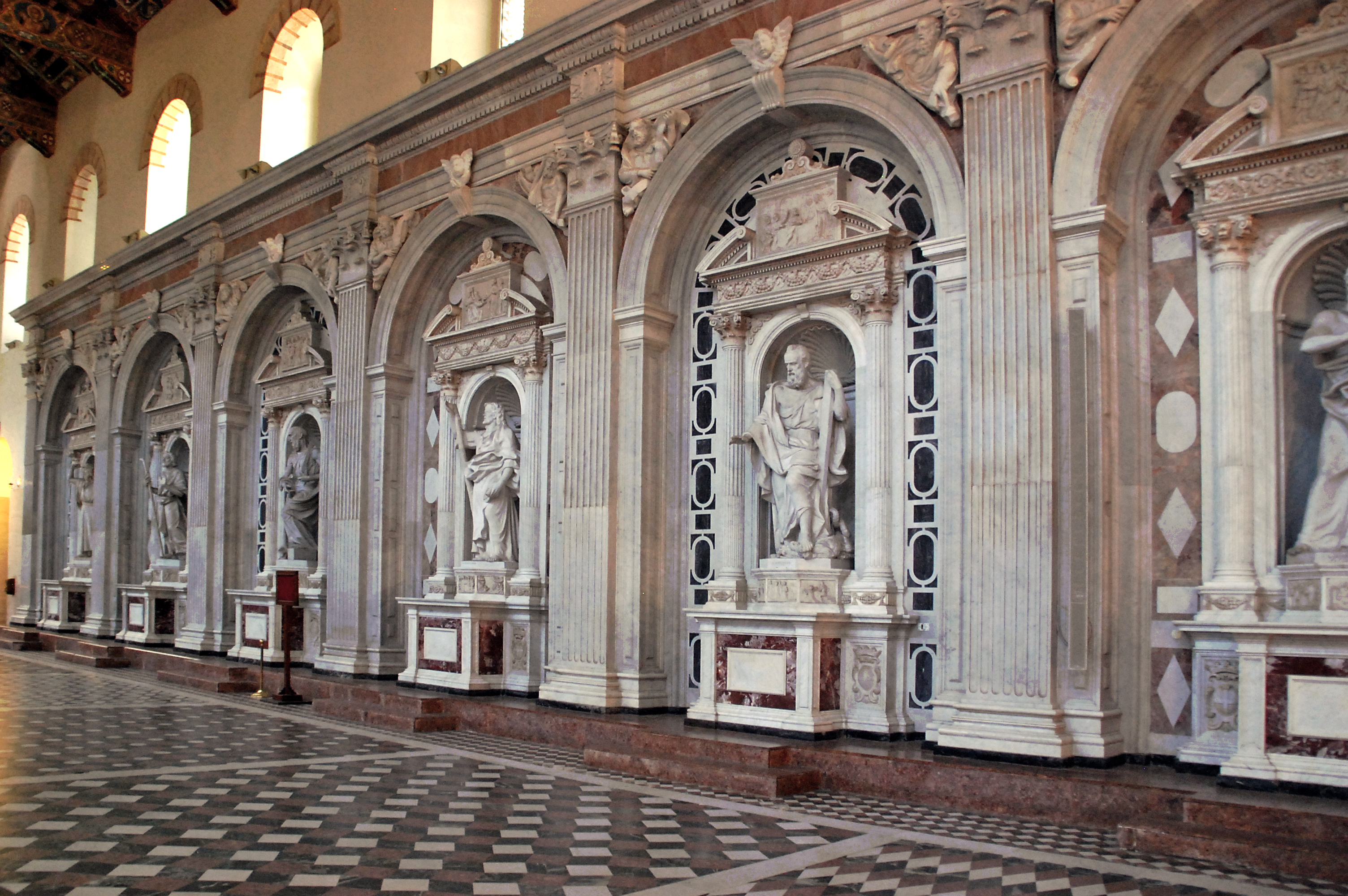
Beelden van de apostelen in de kathedraal van Messina
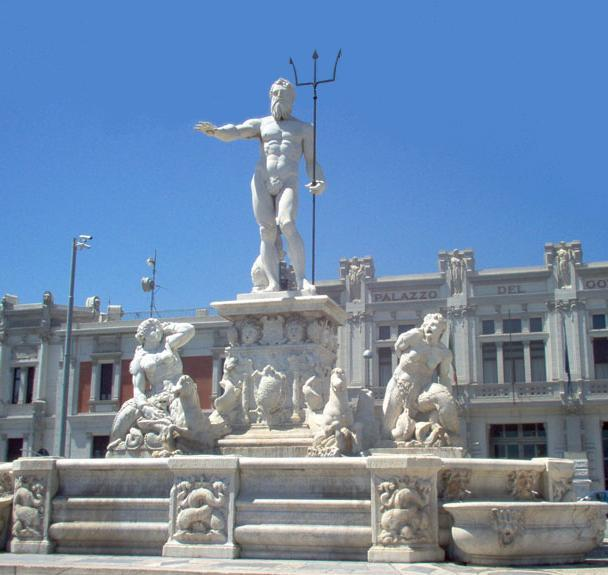
Neptunusfontein